# FK Proleter Novi Sad
FK Proleter Novi Sad (Servisch: Фудбалски клуб Пролетер Нови Сад) uit de stad Novi Sad. De club werd opgericht in 1951 en speelt in de Prva Liga, de 2de klasse van Servië.

## Bekende (ex-)spelers
- Goran Ćurko
- Željko Brkić
- Nikola Ninković

Čukarički · 
FK IMT ·
Jedinstvo ·
Mladost Lučani · 
Napredak · 
Novi Pazar ·
OFK Beograd ·
Partizan · 
Radnički 1923 ·
Radnički Niš · 
Rode Ster · 
Spartak · 
Tekstilac ·
TSC · 
Vojvodina · 
Železničar